# Javier Zarco Ledesma
Javier Zarco Ledesma. Profesor e investigador adscrito al Centro de Relaciones Internacionales de la FCPyS de la UNAM. Tiene estudios de Licenciatura en Relaciones Internacionales por la FCPyS-UNAM. Desde el 27 de junio de 2011 se desempeña como Coordinador del Centro de Relaciones Internacionales.
En su experiencia profesional se destaca que trabajó en la Secretaría de Relaciones Exteriores y en la Secretaría de Hacienda y Crédito Público. En la extinta SECOFI se desempeñó como director general adjunto de Coordinación y Seguimiento de Programas. Entre 2000 y 2001 fungió como director general de Recursos Materiales y Servicios Generales del Gobierno del Estado de México.  Asimismo, trabaja como consultor independiente para SOLLERTIS CONSULTORES, S.C.
De acuerdo con información de prensa, Javier Zarco fue inhabilitado como funcionario público por la Secretaría de Relaciones Exteriores, proceso que se sigue a la fecha.